# 레인보우샤크
레인보우샤크(Epalzeorhynchos frenatum)는 잉어목 잉어과에 속하는 물고기이다. 몸길이는 10~15cm로 소형어류에 속한다.

## 특징과 먹이
레인보우샤크는 잉어과에선 몸집이 작은편이며 빨간 꼬리상어나 검은 붉은 꼬리상어라고도 불린다. 몸전체가 검은색과 가까운 어두운 색상을 하고 있고 각 지느러미가 붉은색을 하고 있는 데다가 이름에 샤크가 들어가는 것처럼 전반적으로 상어와 흡사한 모습을 하고 있는 열대어이다. 또한 꼬리지느러미의 부근은 다른 신체 부위보다 검은색이 매우 선명하게 나있는 것도 이물고기의 특징이다. 야생에서의 먹이로는 새우와 같은 갑각류와 수생 곤충을 주로 잡아먹으며 수초와 같은 초식성 먹이까지도 잘먹는 잡식성 어류이다. 관상어로 키울 때는 인공사료나 이끼류나 채소를 먹이로 줘도 잘 먹는다.

## 서식지
레인보우샤크는 주로 강의 바닥에서 서식하며 주요한 야생에서 서식국가는 동남아시아와 태국이다.

## 관상어로서 주의사항
레인보우샤크는 관상어로도 키우는데 관상어로 키울 때는 주의사항이 있다. 레인보우샤크는 다른 어종과 합사가 가능하지만 마냥 온순한 어종은 아니기 때문에 다른 어종과 합사를 할 때는 주의가 필요하며 바닥에서 지내는 어종과는 영역싸움이 생길 수가 있기 때문에 합사를 안하는 것이 좋다. 그외에 작은 소형어류와 합사를 하면 레인보우사크가 잡아먹을 수가 있으므로 조심해야하며 가급적 바닥에서 지내지 않는 동일한 크기의 어종과 합사를 하는 것이 좋다.

## 같이 보기
- 관상어